# La lletra escarlata (novel·la)
La lletra escarlata (títol original en anglès The Scarlet Letter) és una novel·la de Nathaniel Hawthorne, escrita l'any 1850. Està emmarcada en la puritana Nova Anglaterra de la primera meitat del segle xvii, entre 1642 i 1649. La protagonista, Hester Prynne, té un fill al cap de més d'un any de perdre el seu marit en un viatge per mar. Hester es nega a confessar la identitat del pare i la jerarquia puritana la condemna a portar una A, d'adúltera, cosida en tot moment a la roba. Però Roger Chillingworth, el marit de Hester, no ha mort, i s'instal·la d'incògnit a la colònia, amb el propòsit de venjar-se del pare de la criatura.
La novel·la, considerada per molts l'obra mestra de Nathaniel Hawthorne, ha sigut objecte de tres versions cinematogràfiques.

## Personatges
Hester Prynne: Hester és una dona forta que, en absència del seu marit, té una relació amb un ministre purità i, a causa del fill que neix d’aquesta relació, és rebutjada per la societat. Com que ha comès adulteri, ha de portar la lletra "A" al pit i fa observacions penetrants sobre la societat.
Pearl: Pearl és la filla il·legítima d'Hester, una nena malhumorada i intel·ligent. Té la capacitat de percebre coses que la resta de persones no veuen i ràpidament entén la relació de la seva mare. Els habitants de la vila difonen rumors que és un ésser diabòlic.
Roger Chillingworth: Chillingworth és el marit d'Hester disfressat, que arriba tard a Boston i decideix quedar-se per venjar-se de la traïció de la seva dona. Es fa passar per metge i es dedica a torturar el company d'Hester per descobrir-lo. És egoista i està ple de desig de venjança.
Reverend Arthur Dimmesdale: Dimmesdale és l’amant d’Hester i el pare del seu fill. Es tortura a si mateix per la culpa i desenvolupa una malaltia cardíaca. És un predicador emocional i intel·ligent, però està atrapat entre el seu compromís amb la seva congregació i la seva sensació de pecat.
Governador Bellingham: Bellingham és un governador ric i molt respectuós amb les normes, però no veu les activitats de bruixeria de la seva germana, Mistress Hibbins.
Mistress Hibbins: Mistress Hibbins és la germana del governador Bellingham i es creu que és una bruixa. Representa la hipocresia i la maldat oculta de la societat puritana.
Reverend John Wilson: El reverend Wilson és un clergue ancià de Boston. Predica sobre el foc de l’infern i defensa la dura càstig dels pecadors.

## Les traduccions al català
Malauradament, el que el públic lector català coneix de l'obra és La lletra vermella, la versió lliure que en va fer Antoni Rovira i Virgili a principis del segle xx, que amputa bona part del text de la novel·la i desfigura tant el perfil dels personatges com l'estil literari.
Se n'ha publicat una altra versió en català (que tampoc no inclou el text sencer) destinada al públic juvenil, i l'única versió sencera en català es troba a Internet.

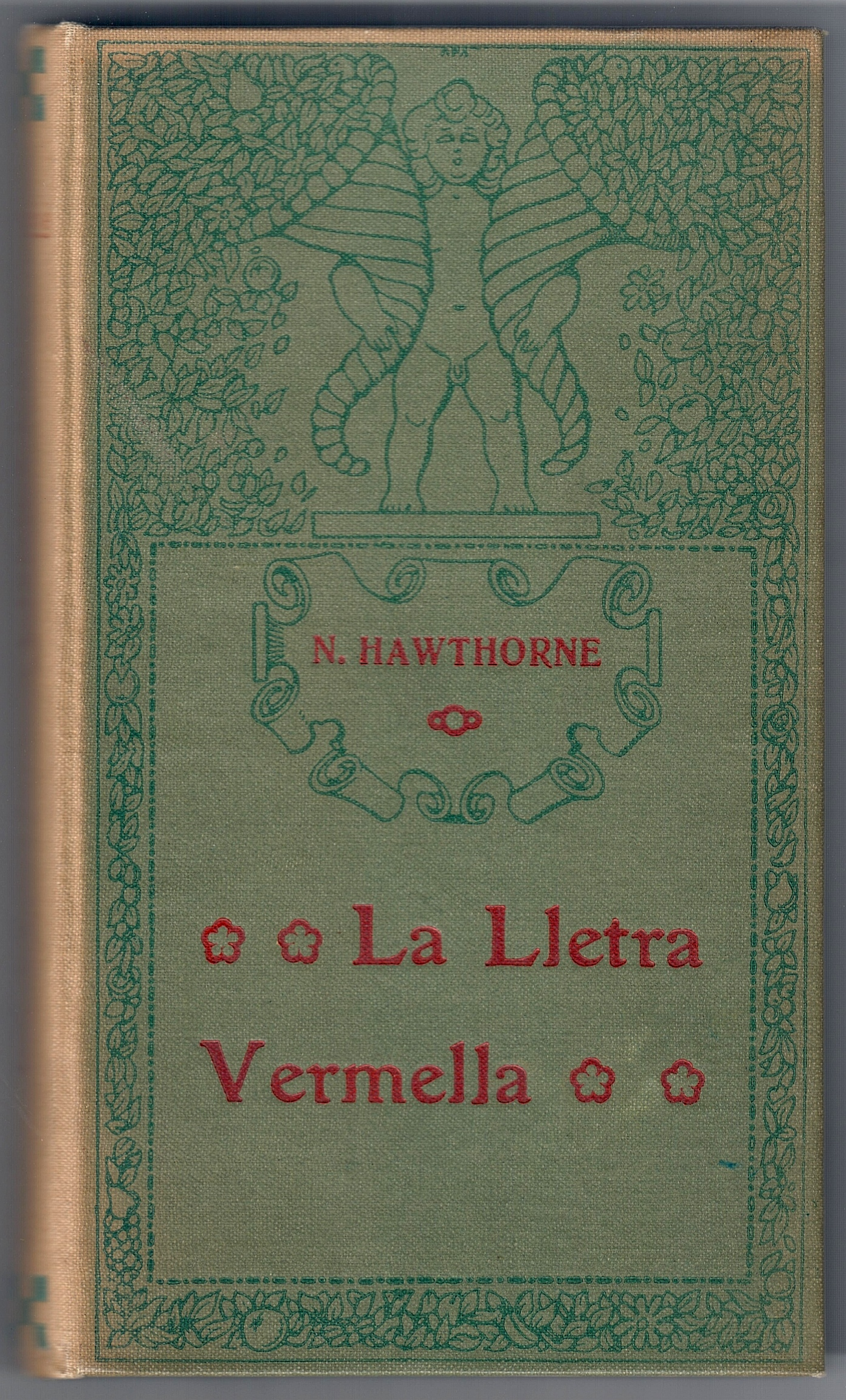
Traducció catalana de The Scarlet Letter (La Lletra Vermella) publicada dins la col·lecció Biblioteca de El Poble Català a Barcelona l'any 1910